# Magnoliidae
Magnoliidae var en underklass i äldre växtklassificeringssystem, men används inte längre. Den indelades i ordningar:
- Aristolochiales
- Illiciales
- Laurales
- Magnoliales
- Nymphaeales
- Papaverales
- Piperales
- Ranunculales